# Anaxandridas II.
Anaxandridas II. (altgriechisch Ἀναξανδρίδας Anaxandrídas), der Sohn des Leon, war ein König von Sparta aus dem Haus der Agiaden. Zu seiner Zeit regierte Krösus in Lydien.

## Familie
Anaxandridas war mit der Tochter seines Bruders verheiratet. Da die Ehe kinderlos blieb, forderten ihn die Ephoren auf, sich scheiden zu lassen und eine andere Frau zu heiraten. Anaxandridas weigerte sich jedoch, seine Frau zu verlassen. Deshalb berieten sich die Ephoren mit den Geronten. Sie schlugen dem König vor, entgegen der spartanischen Sitte eine zweite Frau zu heiraten. Anaxandridas willigte ein und heiratete die Tochter des Prinetades, des Sohnes des Demarmenos. Seine zweite Frau gebar den gemeinsamen Sohn Kleomenes. Doch kurze Zeit später gebar auch seine erste Frau einen Sohn, Dorieus. Mit ihr hatte er danach noch zwei weitere Söhne namens Leonidas und Kleombrotos. Nachfolger des Anaxandridas wurde der erstgeborene Kleomenes, obwohl man ihn nicht für besonders begabt hielt.

## Krieg mit Tegea
Anaxandridas führte zusammen mit Ariston, dem spartanischen König aus dem Hause der Eurypontiden, den Krieg gegen Tegea, den schon sein Vater und Großvater vergeblich geführt hatten, weiter. Sie befragten das Orakel von Delphi und erhielten die Antwort, dass sie den Krieg gewinnen würden, wenn sie die sterblichen Überreste von Orestes nach Sparta bringen würden. Doch niemand wusste, wo sich sein Grab befand, weshalb sie das Orakel ein zweites Mal befragten. Den Spruch, den sie erhielten, verstand zunächst niemand. Erst Lichas, ein Agathoergos, fand das Grab unter einer Schmiede und brachte den Leichnam nach Sparta. In der dritten Generation konnten nun die Spartaner die Tegeaten besiegen.